# Velika nagrada Sirakuz 1965
Velika nagrada Sirakuz 1965 je bila tretja neprvenstvena dirka Formule 1 v sezoni 1965. Odvijala se je 4. aprila 1965 v Sirakuzah na Siciliji.

## Dirka
| Poz | Dirkač              | Moštvo                 | Konstruktor    | Čas/Odstop | Št. m. |
| --- | ------------------- | ---------------------- | -------------- | ---------- | ------ |
| 1   | Jim Clark           | Team Lotus             | Lotus-Climax   | 1.43:47.0  | 1      |
| 2   | John Surtees        | SEFAC Ferrari          | Ferrari        | + 42.1 s   | 2      |
| 3   | Lorenzo Bandini     | SEFAC Ferrari          | Ferrari        | + 56.3 s   | 5      |
| 4   | Jo Bonnier          | Rob Walker Racing Team | Brabham-Climax | 55 krogov  | 3      |
| 5   | Ludovico Scarfiotti | Scuderia Centro Sud    | BRM            | 54 krogov  | 9      |
| 6   | Bob Anderson        | DW Racing Enterprises  | Brabham-Climax | 47 krogov  | 11     |
| 7   | Bernard Collomb     | Bernard Collomb        | Lotus-Climax   | 47 krogov  | 14     |
| 8   | Ian Raby            | Ian Raby (Racing)      | Brabham-BRM    | 47 krogov  | 12     |
| 9   | André Wicky         | André Wicky            | Lotus-BRM      | 34 krogov  | 15     |
| Ods | Jo Siffert          | Rob Walker Racing Team | Brabham-BRM    |            | 4      |
| Ods | Mike Spence         | Team Lotus             | Lotus-Climax   | Trčenje    | 6      |
| Ods | Masten Gregory      | Scuderia Centro Sud    | BRM            | Vzmetenje  | 10     |
| Ods | Mike Hailwood       | Reg Parnell (Racing)   | Lotus-BRM      | Trčenje    | 8      |
| Ods | Innes Ireland       | Reg Parnell (Racing)   | Lotus-BRM      | Menjalnik  | 7      |
| DNS | Roberto Bussinello  | Scuderia Centro Sud    | BRM            | Menjalnik  | (13)   |
| WD  | Paul Hawkins        | DW Racing Enterprises  | Lotus-Climax   |            | -      |

- Najboljši štartni položaj: Jim Clark - 1:46.5
- Najhitrejši krog: Jim Clark - 1:46.0